# بونتوس دالبيرغ
بونتوس دالبيرغ (بالسويدية: Pontus Dahlberg)‏ (21 يناير 1999 في السويد - ) هو لاعب كرة قدم سويدي في مركز حراسة المرمى.

## روابط خارجية
- بونتوس دالبيرغ على موقع اتحاد السويد (السويدية)
- بونتوس دالبيرغ على موقع قاعدة بيانات كرة القدم.إي يو (الإنجليزية)
- بونتوس دالبيرغ على موقع ناشيونال فوتبول تيمز (الإنجليزية)
- بونتوس دالبيرغ على موقع Soccerway.com (الإنجليزية)
- بونتوس دالبيرغ على موقع عالم كرة القدم.نت (الإنجليزية)